# Pellenes
Pellenes este un gen de păianjeni din familia Salticidae.

## Specii[1]
- Pellenes aethiopicus
- Pellenes albomaculatus
- Pellenes albopilosus
- Pellenes allegrii
- Pellenes amazonka
- Pellenes apacheus
- Pellenes arciger
- Pellenes badkhyzicus
- Pellenes beani
- Pellenes bitaeniata
- Pellenes bonus
- Pellenes borisi
- Pellenes brevis
- Pellenes bulawayoensis
- Pellenes campylophorus
- Pellenes canosus
- Pellenes cinctipes
- Pellenes cingulatus
- Pellenes corticolens
- Pellenes crandalli
- Pellenes dahli
- Pellenes denisi
- Pellenes diagonalis
- Pellenes dilutus
- Pellenes dorsalis
- Pellenes dubitatus
- Pellenes durieui
- Pellenes dyali
- Pellenes epularis
- Pellenes frischi
- Pellenes geniculatus
- Pellenes gobiensis
- Pellenes grammaticus
- Pellenes hadaensis
- Pellenes hedjazensis
- Pellenes iforhasorum
- Pellenes ignifrons
- Pellenes inexcultus
- Pellenes insignis
- Pellenes karakumensis
- Pellenes lagrecai
- Pellenes lapponicus
- Pellenes levaillanti
- Pellenes levii
- Pellenes limatus
- Pellenes limbatus
- Pellenes logunovi
- Pellenes longimanus
- Pellenes lucidus
- Pellenes luculentus
- Pellenes luteus
- Pellenes maderianus
- Pellenes marionis
- Pellenes mimicus
- Pellenes minimus
- Pellenes modicus
- Pellenes moreana
- Pellenes negevensis
- Pellenes nigrociliatus
- Pellenes obliquostriatus
- Pellenes ostrinus
- Pellenes pacificus
- Pellenes pamiricus
- Pellenes peninsularis
- Pellenes perexcultus
- Pellenes placidus
- Pellenes pseudobrevis
- Pellenes pulcher
- Pellenes purcelli
- Pellenes ravoisiei
- Pellenes rufoclypeatus
- Pellenes seriatus
- Pellenes shoshonensis
- Pellenes sibiricus
- Pellenes siculus
- Pellenes striolatus
- Pellenes sytchevskayae
- Pellenes tharinae
- Pellenes tocharistanus
- Pellenes tripunctatus
- Pellenes turkmenicus
- Pellenes univittatus
- Pellenes vanharteni
- Pellenes washonus
- Pellenes wrighti